# Borsa d'Indonèsia
La Borsa d'Indonèsia (IDX) o Bursa Efek Indonesia (BEI) és la borsa de valors amb seu a Jakarta (Indonèsia). Va ser anteriorment coneguda com a Jakarta Stock Exchange (JSX) abans que el seu nom canviés en la fusió amb la Borsa de Surabaya l'any 2007 (SSX). A 31 de desembre de 2007, la Borsa d'Indonèsia tenia 383 companyies cotitzant amb un valor combinat de mercat de 212 bilions de dòlars. Al setembre de 2021, la Borsa d'Indonèsia tenia 750 empreses cotitzades i els inversors totals eren uns 6,4 milions, en comparació amb els 2,5 milions a finals de 2019.